# Vittorio Guaccimanni
Vittorio Guaccimanni (Ravenna, 1º marzo 1859 – Ravenna, 3 giugno 1938) è stato un pittore e incisore italiano.

## Biografia

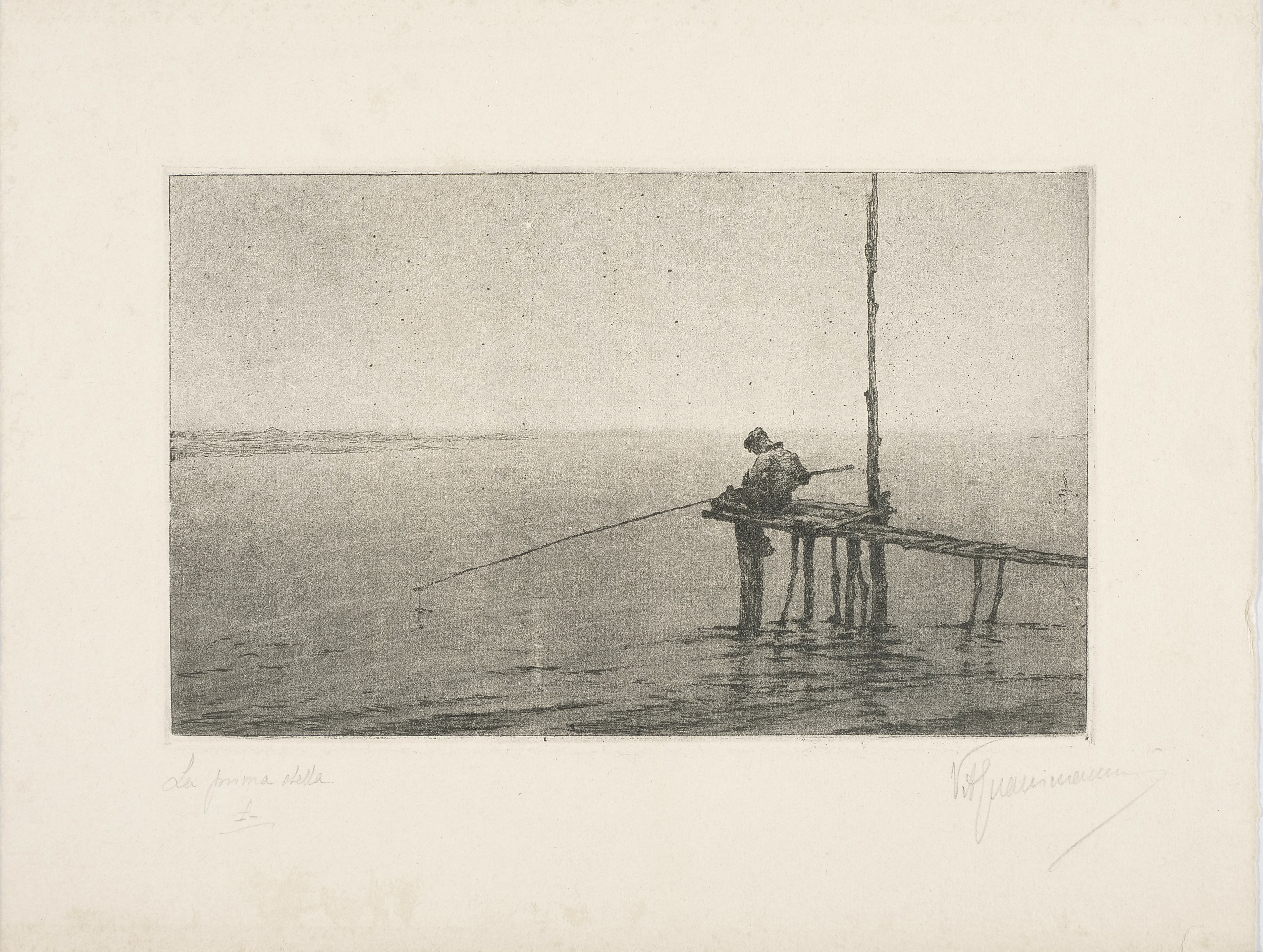
La prima stella, acquaforte

Nacque nel 1859 dal conte Luigi Guaccimanni. Studiò insieme al fratello Alessandro le Belle Arti presso il maestro Arturo Moradei, poi si perfezionò a Roma. Si fece conoscere al pubblico con le sue opere a partire dal 1880, prediligendo ritratti e dipinti di battaglie e di cavalli, con lavori ad olio, acquerello e pastello. Prese parte ad alcune delle più importanti esposizioni internazionali del suo tempo: Esposizione di Parigi (1900), Vienna (1901), Buenos Aires (1910).
(Ugo Ojetti, Corriere della Sera)
Si dedicò anche alla creazione di opere all'acquaforte, arte di cui divenne maestro. Tra i suoi allievi vi fu anche il noto incisore Gaspare Gambi. Nel 1916 partecipò all'Esposizione d'incisione italiana a Londra. Con questa tecnica realizzò opere apprezzate sulla pineta ravennate.
Fu a lungo docente di Belle Arti a Ravenna. Dal 1908 al 1910, diresse la Regia Scuola Superiore d'Arte Applicata alle Industrie a Venezia. In seguito tornò alla città natale come direttore dell'Accademia di Belle Arti. Sotto la sua direzione venne istituito il primo corso di mosaico.
Le opere di Guaccimanni sono sparse in tutto il mondo in collezioni pubbliche e private. Se ne conservano un buon numero alla Galleria d'arte moderna di Roma, Galleria d'arte moderna di Ravenna, Galleria d'arte moderna di Bologna e Galleria d'arte moderna di Venezia.

## Riconoscimenti

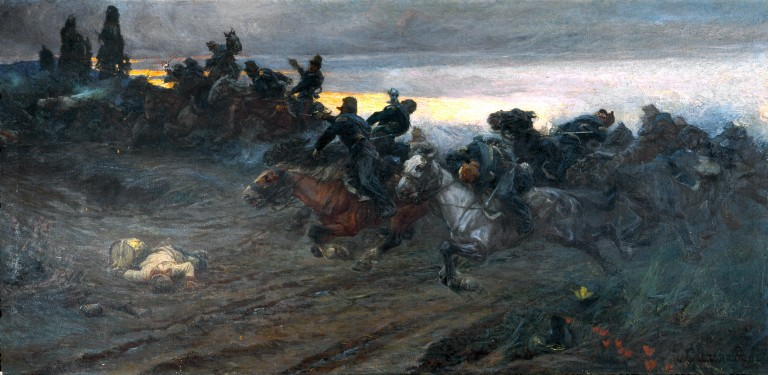
Carica della cavalleria del Monferrato alla battaglia di San Martino

All'Esposizione di Parigi del 1900, fu premiata con medaglia la sua tela Carica della cavalleria del Monferrato alla battaglia di San Martino.